# 星野椿
星野 椿（ほしの つばき、女性、1930年2月21日 - ）は、日本の俳人。星野立子の長女で高浜虚子、星野天知の孫にあたる。

## 略歴
東京市生。本名・中村早子。白百合短期大学中退。母立子の没後、1984年に立子の「玉藻」主宰を継承。「ホトトギス」同人。有季定型、花鳥諷詠を守りつつ「見たまま思ったままを写生すること」を作句信条としている。鎌倉虚子立子記念館代表、鎌倉同人会理事、星野立子賞選考委員などを務める。句集に『早椿』『華』『波頭』『雪見酒』『マーガレット』『金風』、他の著書に『これからはじめる俳句入門』など。「玉藻」1,000号を機に息子で俳人の星野高士に主宰を譲り、2014年6月28日より名誉主宰となる。神奈川俳壇選者。

## 著書
- 『俳句とともに』角川書店 1996
- 『マーガレット 句集』角川書店 2004
- 『これからはじめる俳句入門』ナツメ社 2008
- 『金風 星野椿句集』ふらんす堂文庫 2011

### 共編著
- 『俳句吟行帖 玉藻探勝会抄』編 博友社 1988
- 『立子俳句365日』編著 梅里書房 名句鑑賞読本 1991
- 『星野立子全集』全4巻 稲畑汀子,高木晴子共監修 今井千鶴子ほか編 梅里書房 1998-2000
- 『音の一句』有馬朗人,宇多喜代子,中原道夫,三重県俳句協会共編 角川学芸出版 2005
- 『木の一句』有馬朗人,宇多喜代子, 中原道夫,三重県俳句協会共編 角川学芸出版 2006
- 『山の一句』有馬朗人,宇多喜代子, 中原道夫, 三重県俳句協会共編 角川学芸出版 2007
- 『光の一句』有馬朗人,宇多喜代子, 中原道夫,三重県俳句協会共編 角川学芸出版 2008
- 『火の一句 俳句のくにから』有馬朗人,宇多喜代子, 中原道夫,三重県俳句協会共編 角川学芸出版 2009
- 『国の一句 俳句のくにから』有馬朗人, 宇多喜代子,中原道夫,三重県俳句協会共編 角川学芸出版 2010
- 『人の一句 俳句のくにから』有馬朗人,宇多喜代子, 中原道夫,三重県俳句協会共編 角川学芸出版 2011
- 『三代 句集』星野立子,星野高士共著 飯塚書店 2014
- 『行路 季題別句集』星野立子, 星野高士共著 鎌倉虚子立子記念館 2015
- 『花をめぐる物語』安西篤子,太田治子,尾崎左永子,小池昌代,馬場あき子共著 かまくら春秋社 2015